# Liste des gouverneurs d'Algérie
Le gouverneur d'Algérie est une fonction qui existait en Algérie pendant la période française, sous différents noms — gouverneur général, commissaire extraordinaire (1870-1871), résident général (1956-1958) puis délégué général (1958-1962) — peu de temps après la conquête du territoire en 1830 jusqu'à l'indépendance en 1962.
De 1830 à 1834, l'Algérie est gouvernée par un commandant militaire.
Le 22 juillet 1834, le roi des Français, Louis-Philippe Ier, crée un « gouverneur général » chargé tant du « commandement général » que de la « haute administration » des nouvelles « possessions françaises dans le nord de l'Afrique » ou « ancienne régence d'Alger » ; il exerce ses attributions « sous les ordres et la direction » du « ministre secrétaire d'État de la guerre » et est assisté, à cet effet, d'un « intendant civil » et d'un « directeur des finances » ainsi que d'un conseil consultatif comprenant, outre les fonctionnaires sus désignés, l'officier général commandant les troupes, l'officier général commandant la marine, l'intendant militaire et le procureur général.

## Siège

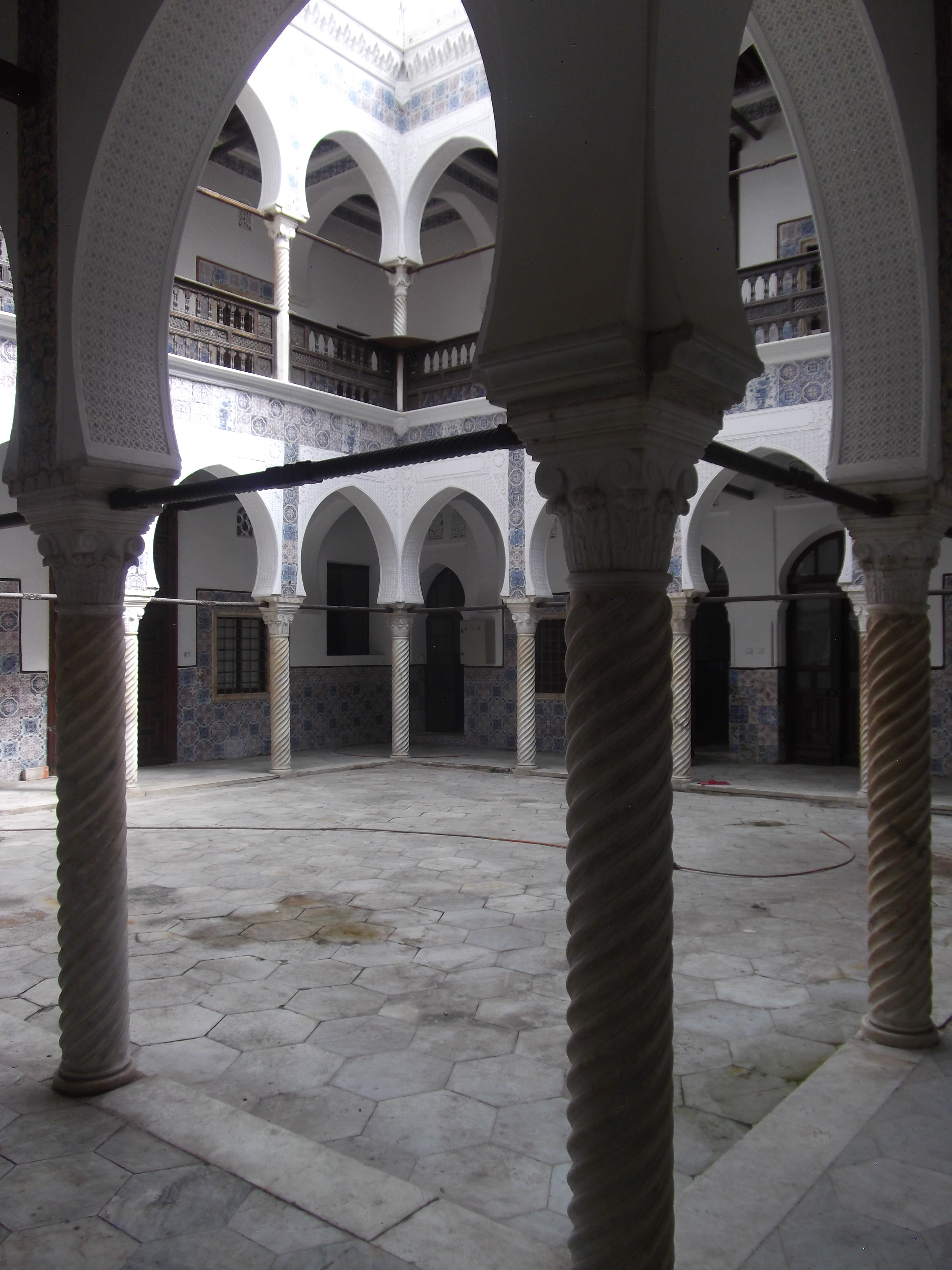
Vue sur le patio de Dar Hassan Pacha.

Dar Hassan Pacha sert de résidence et de palais d'Hiver aux Gouverneurs généraux, il semble avoir exercé cette fonction jusqu'aux années 1950.
La locution Gouvernement général (dit également GG) pouvait être aussi bien utilisé, en Algérie, pour désigner le pouvoir exécutif de l'administration coloniale que pour désigner l'immeuble l'abritant, l'actuel Palais du gouvernement. Cet immeuble monumental, comptant 600 bureaux et des salles de réunions, centralisait les services généraux de l'administration française. En forme de H, l'édifice a été bâti entre 1929 et 1934, avec aménagements postérieurs jusqu'en 1955, à Alger, boulevard Laferrière, rue Berthèse, rue Saint-Augustin et boulevard du Maréchal Foch, par l'Entreprise Perret Frères selon les plans de l'architecte Jacques Guiauchain et couvre une superficie supérieure à 4 400 m2.

## Liste des gouverneurs d'Algérie
Cette liste recense les gouverneurs de l'Algérie française depuis 1830 jusqu'à son indépendance en 1962.
| Début              | Fin                | Titulaire | Dates | Titre | |
| ------------------ | ------------------ | --- | --- | --- | --- |
| 5 juillet 1830     | 12 août 1830       | Louis Auguste Victor de Ghaisne de Bourmont | 1773-1846 | Commandant en chef de l'armée d'expédition d'Afrique | |
| 12 août 1830       | 21 février 1831    | Bertrand Clauzel | 1772-1842 | Commandant militaire | |
| 21 février 1831    | 6 décembre 1831    | Pierre Berthezène | 1775-1847 | Commandant militaire | |
| 6 décembre 1831    | 29 avril 1833      | Anne Jean Marie René Savary | 1774-1833 | Commandant militaire | |
| 29 avril 1833      | 27 juillet 1834    | Théophile Voirol | 1781-1853 | Commandant militaire | |
| 27 juillet 1834    | 8 juillet 1835     | Jean-Baptiste Drouet d'Erlon | 1765-1844 | Gouverneur général | |
| 8 juillet 1835     | 12 février 1837    | Bertrand Clauzel | 1772-1842 | Gouverneur général | |
| 12 février 1837    | 12 octobre 1837    | Charles Marie Denys de Damrémont | 1783-1837 | Gouverneur général | |
| 1er décembre 1837  | 18 janvier 1841    | Sylvain Charles Valée | 1773-1846 | Gouverneur général | |
| 22 février 1841    | 27 septembre 1847  | Thomas-Robert Bugeaud | 1784-1849 | Gouverneur général | |
| 1er septembre 1845 | 6 juillet 1847     | Christophe Louis Léon Juchault de Lamoricière | 1806-1865 | Gouverneur général remplaçant | |
| 6 juillet 1847     | 27 septembre 1847  | Alphonse Bedeau | 1804-1863 | Gouverneur général remplaçant | |
| 27 septembre 1847  | 24 février 1848    | Henri d'Orléans, duc d'Aumale | 1822-1897 | Gouverneur général | |
| 24 février 1848    | 29 avril 1848      | Louis Eugène Cavaignac | 1802-1857 | Gouverneur général | |
| 29 avril 1848      | 9 septembre 1848   | Nicolas Changarnier | 1793-1877 | Gouverneur général | |
| 20 juin 1848       | 9 septembre 1848   | Guillaume Stanislas Marey-Monge | 1796-1863 | Gouverneur général par intérim | |
| 9 septembre 1848   | 22 octobre 1850    | Viala Charon | 1794-1880 | Gouverneur général | |
| 22 octobre 1850    | 10 mai 1851        | Alphonse Henri d'Hautpoul | 1789-1865 | Gouverneur général | |
| 10 mai 1851        | 11 décembre 1851   | Aimable Pélissier, duc de Malakoff | 1794-1864 | Gouverneur général | |
| 11 décembre 1851   | 31 août 1858       | Jacques Louis Randon | 1795-1871 | Gouverneur général | |
| 31 août 1858       | 24 novembre 1860   | Suppression des fonctions de gouverneur général de l'Algérie dont les attributions sont confiées au ministre de l'Algérie et des Colonies. Il est également créé un « Commandement supérieur des forces militaires de terre et de mer en Algérie » dont les commandants sont les généraux Mac Mahon (septembre 1858-avril 1859), Guesviller (avril 1859-août 1859) et enfin de Martimprey (août 1859-novembre 1860) | Suppression des fonctions de gouverneur général de l'Algérie dont les attributions sont confiées au ministre de l'Algérie et des Colonies. Il est également créé un « Commandement supérieur des forces militaires de terre et de mer en Algérie » dont les commandants sont les généraux Mac Mahon (septembre 1858-avril 1859), Guesviller (avril 1859-août 1859) et enfin de Martimprey (août 1859-novembre 1860) | Suppression des fonctions de gouverneur général de l'Algérie dont les attributions sont confiées au ministre de l'Algérie et des Colonies. Il est également créé un « Commandement supérieur des forces militaires de terre et de mer en Algérie » dont les commandants sont les généraux Mac Mahon (septembre 1858-avril 1859), Guesviller (avril 1859-août 1859) et enfin de Martimprey (août 1859-novembre 1860) | Suppression des fonctions de gouverneur général de l'Algérie dont les attributions sont confiées au ministre de l'Algérie et des Colonies. Il est également créé un « Commandement supérieur des forces militaires de terre et de mer en Algérie » dont les commandants sont les généraux Mac Mahon (septembre 1858-avril 1859), Guesviller (avril 1859-août 1859) et enfin de Martimprey (août 1859-novembre 1860) |
| 24 novembre 1860   | 22 mai 1864        | Aimable Pélissier, duc de Malakoff | 1794-1864 | Gouverneur général | |
| 22 mai 1864        | 1er septembre 1864 | Edmond-Charles de Martimprey | 1808-1883 | Gouverneur général par intérim | |
| 1er septembre 1864 | 27 juillet 1870    | Patrice de Mac Mahon | 1808-1893 | Gouverneur général | |
| 27 juillet 1870    | 24 octobre 1870    | Louis Durrieu | 1812-1877 | Gouverneur général provisoire | |
| 24 octobre 1870    | 16 novembre 1870   | Jean Louis Marie Ladislas Walsin-Esterházy | 1804-1871 | Gouverneur général provisoire | |
| 16 novembre 1870   | 8 février 1871     | Charles du Bouzet | 1817-1883 | Commissaire extraordinaire | |
| 8 février 1871     | 29 mars 1871       | Alexis Lambert | 1829-1877 | Commissaire extraordinaire | |
| 29 mars 1871       | 10 juin 1873       | Louis Henri de Gueydon | 1809-1886 | Gouverneur général | |
| 10 juin 1873       | 15 mars 1879       | Alfred Chanzy | 1823-1883 | Gouverneur général | |
| 15 mars 1879       | 26 novembre 1881   | Albert Grévy | 1823-1899 | Gouverneur général provisoire | |
| 26 novembre 1881   | 18 avril 1891      | Louis Tirman | 1837-1899 | Gouverneur général | |
| 18 avril 1891      | 1er octobre 1897   | Jules Cambon | 1845-1935 | Gouverneur général | |
| 1er octobre 1897   | 26 juillet 1898    | Louis Lépine | 1846-1933 | Gouverneur général | |
| 26 juillet 1898    | 3 octobre 1900     | Édouard Laferrière | 1813-1901 | Gouverneur général | |
| 3 octobre 1900     | 18 juin 1901       | Charles Jonnart | 1857-1927 | Gouverneur général provisoire | |
| 18 juin 1901       | 11 avril 1903      | Paul Révoil | 1856-1914 | Gouverneur général | |
| 11 avril 1903      | 5 mai 1903         | Maurice Varnier | 1851-1919 | Gouverneur général provisoire | |
| 5 mai 1903         | 22 mai 1911        | Charles Jonnart | 1857-1927 | Gouverneur général | |
| 22 mai 1911        | 29 janvier 1918    | Charles Étienne Lutaud (Charles Lutaud) | 1855-1921 | Gouverneur général (était préfet du Rhône) | |
| 29 janvier 1918    | 29 août 1919       | Charles Jonnart | 1857-1927 | Gouverneur général provisoire | |
| 29 août 1919       | 28 juillet 1921    | Jean-Baptiste Abel | 1863-1921 | Gouverneur général | |
| 28 juillet 1921    | 17 avril 1925      | Théodore Steeg | 1868-1950 | Gouverneur général | |
| 17 avril 1925      | 12 mai 1925        | Henri Dubief | 1866-1930 | Gouverneur général provisoire | |
| 12 mai 1925        | 20 novembre 1927   | Maurice Viollette | 1870-1960 | Gouverneur général | |
| 20 novembre 1927   | 3 octobre 1930     | Pierre Bordes | 1870-1943 | Gouverneur général | |
| 3 octobre 1930     | 21 septembre 1935  | Jules Carde | 1874-1949 | Gouverneur général | |
| 21 septembre 1935  | 20 juillet 1940    | Georges Lebeau | 1879-1962 | Gouverneur général | |
| 20 juillet 1940    | 16 juillet 1941    | Jean-Marie Charles Abrial | 1879-1962 | Gouverneur général | |
| 16 juillet 1941    | 20 novembre 1941   | Maxime Weygand | 1867-1965 | Gouverneur général | |
| 20 novembre 1941   | 20 janvier 1943    | Yves-Charles Châtel | 1865-1944 | Gouverneur général | |
| 20 janvier 1943    | 3 juin 1943        | Marcel Peyrouton | 1887-1983 | Gouverneur général | |
| 3 juin 1943        | 8 septembre 1944   | Georges Catroux | 1877-1969 | Gouverneur général | |
| 8 septembre 1944   | 11 février 1948    | Yves Chataigneau | 1891-1969 | Gouverneur général | |
| 11 février 1948,   | 9 mars 1951        | Marcel-Edmond Naegelen | 1892-1978 | Gouverneur général | |
| 12 avril 1951      | 26 janvier 1955    | Roger Léonard | 1898-1987 | Gouverneur général | |
| 1er février 1955,  | 30 janvier 1956    | Jacques Soustelle | 1912-1990 | Gouverneur général | |

### Ministre résident
| Début            | Fin              | Titulaire       | Dates     | Titre                                                              |  |
| ---------------- | ---------------- | --------------- | --------- | ------------------------------------------------------------------ |  |
| 1er février 1956 | 7 février 1956   | Georges Catroux | 1877-1969 | Ministre résident en Algérie                                       |  |
| 9 février 1956   | 13 mai 1958      | Robert Lacoste  | 1898-1989 | Ministre résidant en Algérie                                       |  |
| 14 mai 1958      | 1er juin 1958    | André Mutter    | 1901-1973 | Ministre de l'Algérie                                              |  |
| 7 juin 1958      | 12 décembre 1958 | Raoul Salan     | 1899-1984 | Délégué général et commandant en chef des forces armées en Algérie |  |
| 12 décembre 1958 | 23 novembre 1960 | Paul Delouvrier | 1914-1995 | Délégué général                                                    |  |
| 23 novembre 1960 | 19 mars 1962     | Jean Morin      | 1916-2008 | Délégué général                                                    |  |

### Haut-commissaire
À la suite de la signature, le 19 mars 1962, des accords d'Évian,, un décret prévoit la création d'un haut-commissaire.
| Début        | Fin            | Titulaire         | Dates     | Titre                                         |  |
| ------------ | -------------- | ----------------- | --------- | --------------------------------------------- |  |
| 19 mars 1962 | 3 juillet 1962 | Christian Fouchet | 1911-1974 | Haut-commissaire de la République en Algérie, |  |

## Cas particuliers

### Ministre de l'Algérie et des Colonies
Sous le Second Empire, les fonctions de gouverneur général de l'Algérie sont supprimées par un décret du 31 août 1858. Ces fonctions sont transférées au ministère de l'Algérie et des colonies, créé par décret du 24 juin 1858, installé provisoirement à l'hôtel de Beauvau à Paris. Il est également créé un « Commandement supérieur des forces militaires de terre et de mer en Algérie » dont les commandants sont les généraux Mac Mahon (septembre 1858-avril 1859), Guesviller (avril 1859-août 1859) et enfin de Martimprey (août 1859-novembre 1860).
| Début        | Fin              | Titulaire                              | Dates     | Titre |  |
| ------------ | ---------------- | -------------------------------------- | --------- | --- |  |
| 31 août 1858 | 7 mars 1859      | Napoléon Joseph Charles Paul Bonaparte | 1822-1891 | Ministre de l'Algérie et des Colonies |  |
| 7 mars 1859  | 24 mars 1859     | Eugène Rouher                          | 1814-1884 | Ministre de l'Agriculture, du Commerce et des Travaux publics, chargé, par intérim, des fonctions de ministre de l'Algérie et des Colonies |  |
| 24 mars 1859 | 24 novembre 1860 | Prosper de Chasseloup-Laubat           | 1805-1873 | Ministre de l'Algérie et des Colonies |  |

### «Commandement supérieur des forces de terre et de mer» (24 octobre 1870-10 juin 1873)
Par décret du 24 octobre 1870, les fonctions d'administrateur civil et de commandant militaire sont séparées et un poste de « commandant supérieur des forces de terre et de mer » est créé. Le premier général commandant supérieur des forces de terre et de mer est le général de division Orphis Léon Lallemand. Le décret du 10 juin 1873 réunit de nouveau dans les mêmes mains les deux fonctions.

## Après l'indépendance
À la suite de l'indépendance de l'Algérie, la France est représentée par un ambassadeur. Le premier, Jean-Marcel Jeanneney, fut nommé le 5 juillet 1962, avec le titre d' « ambassadeur extraordinaire et plénipotentiaire, haut représentant de la République française en Algérie ».